# Renault 20/30
El Renault 20 y el Renault 30 son dos automóviles del segmento E producidos entre 1975 y 1984 por el fabricante francés Renault.
El 20/30 fue un modelo de clase ejecutiva que sustituyó al Renault 16. La denominación "30" se utilizó exclusivamente en las versiones equipadas con motor V6, fácilmente reconocibles por montar el frontal con cuatro faros redondos, siendo por lo demás idénticos al Renault 20. 
Inicialmente el Renault 20 utilizó únicamente el motor Cléon-Alu de 4 cilindros en línea y 1647 cm³ heredado del Renault 16 TX mientras que el R30 llevaba el motor PRV de 6 cilindros en V a 90 grados y 2664 cm³, desarrollado en conjunto por Peugeot, Renault y Volvo para sus respectivos modelos de gama alta. A partir de 1978 el Renault 20 incorporaría el Motor Douvrin 2.0 compartido con los Peugeot 505 y Citroën CX con los que competía.
Pese a basarse conceptualmente en el revolucionario Renault 16, técnicamente era un vehículo muy distinto. El motor pasó de ser central longitudinal a delantero longitudinal, lo que simplificaba el accionamiento de la caja de cambios y las labores de mantenimento, a costa de sobrecargar notablemente el tren delantero. Las suspensiones abandonaron los triángulos superpuestos delanteros y brazos tirados traseros con barras de torsión como resorte en favor de esquemas McPherson con muelles helicoidales en ambos trenes, dejando espacio libre en el vano motor para situar el ancho PRV V6 con bancadas a 90 grados.  
Más de 622 000 R20 y R30 se produjeron en Sandouville, Le Havre (Francia); Mioveni (Rumania) y Valencia (Venezuela) entre 1975 y 1984.
Ambos modelos fueron reemplazados por el Renault 25.

## Renault 20

### Motorizaciones
| Periodo                        | 1976-1978                          | 1978-1979                          | 1976-1978                          | 1978-1980                          | 1980-1984                          | 1977-1980                          | 1980-1984                          | 1980-1984                          | 1980-1984                                                 |                                                           |           |           |           |           |           |
| Tipo de motor                  | L4 8v, carburación de doble cuerpo | L4 8v, carburación de doble cuerpo | L4 8v, carburación de doble cuerpo | L4 8v, carburación de doble cuerpo | L4 8v, carburación de doble cuerpo | L4 8v, carburación de doble cuerpo | L4 8v, carburación de doble cuerpo | L4 8v, carburación de doble cuerpo | Inyección Indirecta mecánica tipo K-Jetronic marca Bosch) | Inyección Indirecta mecánica tipo K-Jetronic marca Bosch) |           |           |           |           |           |
| Identificación del motor       | A2M 843                            | A6M 843                            | A2M 843                            | A6M 843                            | J6R 829                            | J6R 829                            | J6R 829                            | J6T                                | J6T                                                       |                                                           |           |           |           |           |           |
| Diámetro x carrera             | 79.0 mm x 84.0 mm                  | 79.0 mm x 84.0 mm                  | 79.0 mm x 84.0 mm                  | 79.0 mm x 84.0 mm                  | 88.0 mm x 82.0 mm                  | 88.0 mm x 82.0 mm                  | 88.0 mm x 82.0 mm                  | 88.0 mm x 73.0 mm                  | 88.0 mm x 73.0 mm                                         |                                                           |           |           |           |           |           |
| Cilindrada                     | 1647 cm³                           | 1647 cm³                           | 1647 cm³                           | 1647 cm³                           | 1995 cm³                           | 1995 cm³                           | 1995 cm³                           | 2664 cm³                           | V6 2664 cm³                                               |                                                           |           |           |           |           |           |
| Relación de compresión         | 9.3: 1                             | 9.25: 1                            | 9.3: 1                             | 9.25: 1                            | 9.2: 1                             | 9.2: 1                             | 9.2: 1                             | 9.8: 1                             | 9.2: 1                                                    |                                                           |           |           |           |           |           |
| Potencia máxima: CV (kW) @ rpm | 90 CV (67 kW) @ 5750               | 96 CV (72 kW) @ 5750               | 90 CV (67 kW) @ 5750               | 96 CV (72 kW) @ 5750               | 104 CV (78 kW) @ 5000              | 109 CV (81 kW) @ 5500              | 104 CV (78 kW) @ 5000              | 115 CV (86 kW) @ 5600              | 142 CV (106 kW) @ 5500                                    |                                                           |           |           |           |           |           |
| Par máximo: Nm @ rpm           | 134 Nm @ 3500                      | 133 Nm @ 3500                      | 134 Nm @ 3500                      | 133 Nm @ 3500                      | 163 Nm @ 3000                      | 169 Nm @ 3000                      | 163 Nm @ 3000                      | 178 Nm @ 3250                      |                                                           |                                                           |           |           |           |           |           |
| Tracción                       | Delantera                          | Delantera                          | Delantera                          | Delantera                          | Delantera                          | Delantera                          | Delantera                          | Delantera                          | Delantera                                                 | Delantera                                                 | Delantera | Delantera | Delantera | Delantera | Delantera |
| Transmisión                    | Manual, 4 velocidades              | Manual, 4 velocidades              | Manual, 4 velocidades              | Manual, 4 velocidades              | Manual, 4 velocidades              | Manual, 4 velocidades              | Manual, 5 velocidades              | Manual, 5 velocidades              | Manual, 5 velocidades; Automático 4 velocidades           | Manual, 5 velocidades; Automático 4 velocidades           |           |           |           |           |           |
| Peso                           | 1175 kg                            | 1175 kg                            | 1185 kg                            | 1185 kg                            | 1220 kg                            | 1280 kg                            | 1280 kg                            | 1290 kg                            | 1290 kg                                                   |                                                           |           |           |           |           |           |
| Aceleración (0-100 km/h)       | 13.5 s                             | 13.0 s                             | 13.5 s                             | 13.0 s                             | 12.8 s                             | 12.7 s                             | 12.8 s                             | 11.6 s                             | 10.5 s                                                    |                                                           |           |           |           |           |           |
| Velocidad máxima               | 165 km/h                           | 165 km/h                           | 165 km/h                           | 165 km/h                           | 168 km/h                           | 170 km/h                           | 168 km/h                           | 179 km/h                           | 189 km/h                                                  |                                                           |           |           |           |           |           |
| Consumo combinado (L/100 km/h) | 9.9                                | 9.8                                | 9.9                                | 9.8                                | 10.0                               | 10.0                               | 10.0                               | 9.8                                | 9.4                                                       |                                                           |           |           |           |           |           |

| Periodo                        | 1979-1984             | 1981-1984             |                       |           |           |           |           |           |
| Tipo de motor                  | L4 8v                 | L4 8v, turbo          |                       |           |           |           |           |           |
| Identificación del motor       | J8S                   | J8S                   |                       |           |           |           |           |           |
| Diámetro x carrera             | 86.0 mm x 89.0 mm     | 86.0 mm x 89.0 mm     |                       |           |           |           |           |           |
| Cilindrada                     | 2068 cm³              | 2068 cm³              |                       |           |           |           |           |           |
| Relación de compresión         | 21.5: 1               | 21.5: 1               |                       |           |           |           |           |           |
| Potencia máxima: CV (kW) @ rpm | 65 CV (47 kW) @ 4500  | 88 CV (65 kW) @ 4250  |                       |           |           |           |           |           |
| Par máximo: Nm @ rpm           | 124 Nm @ 2250         | 182 Nm @ 2000         |                       |           |           |           |           |           |
| Tracción                       | Delantera             | Delantera             | Delantera             | Delantera | Delantera | Delantera | Delantera | Delantera |
| Transmisión                    | Manual, 5 velocidades | Manual, 5 velocidades | Manual, 5 velocidades |           |           |           |           |           |
| Peso                           | 1250 kg               | 1255 kg               |                       |           |           |           |           |           |
| Aceleración 0–100 km/h         | 20.8 s                | 17.0 s                |                       |           |           |           |           |           |
| Velocidad máxima               | 148 km/h              | 160 km/h              |                       |           |           |           |           |           |
| Consumo combinado (L/100 km/h) | 7.9                   | 7.8                   |                       |           |           |           |           |           |

## Renault 30

### Motorizaciones
| Periodo                        | 1975-1976                                    | 1977-1981             | 1978-1983              | 1981-1983             |           |           |           |           |           |           |           |           |           |           |           |
| Tipo de motor                  | V6 12v, doble carburación, 1 de doble cuerpo | V6 12v, doble cuerpo  | V6 12v, inyección      | L4 8v, diésel, turbo  |           |           |           |           |           |           |           |           |           |           |           |
| Identificación del motor       | Z7V                                          | Z7V                   | Z7V                    | J8S 852-10            |           |           |           |           |           |           |           |           |           |           |           |
| Diámetro x carrera             | 88.0 mm x 73.0 mm                            | 88.0 mm x 73.0 mm     | 88.0 mm x 73.0 mm      | 86.0 mm x 89.0 mm     |           |           |           |           |           |           |           |           |           |           |           |
| Cilindrada                     | 2664 cm³                                     | 2664 cm³              | 2664 cm³               | 2068 cm³              |           |           |           |           |           |           |           |           |           |           |           |
| Relación de compresión         | 8.65: 1                                      | 9.2: 1                | 9.2: 1                 | 21.5: 1               |           |           |           |           |           |           |           |           |           |           |           |
| Potencia máxima: CV (kW) @ rpm | 131 CV (98 kW) @ 5500                        | 125 CV (93 kW) @ 5000 | 142 CV (106 kW) @ 5000 | 85 CV (63 kW) @ 4250  |           |           |           |           |           |           |           |           |           |           |           |
| Par máximo: Nm @ rpm           | 201 Nm @ 2500                                | 204 Nm @ 2500         | 219 Nm @ 3000          | 181 Nm @ 2000         |           |           |           |           |           |           |           |           |           |           |           |
| Tracción                       | Delantera                                    | Delantera             | Delantera              | Delantera             | Delantera | Delantera | Delantera | Delantera | Delantera | Delantera | Delantera | Delantera | Delantera | Delantera | Delantera |
| Transmisión                    | Manual, 4 velocidades                        | Manual, 4 velocidades | Manual, 5 velocidades  | Manual, 5 velocidades |           |           |           |           |           |           |           |           |           |           |           |
| Peso                           | 1302 kg                                      | 1318 kg               | 1340 kg                | 1255 kg               |           |           |           |           |           |           |           |           |           |           |           |
| Velocidad máxima               | 185 km/h                                     | 177 km/h              | 188 km/h               | 160 km/h              |           |           |           |           |           |           |           |           |           |           |           |
| Consumo combinado (L/100 km)   | 11.6                                         | 11.6                  | 12.8                   | 8.1                   |           |           |           |           |           |           |           |           |           |           |           |

- Datos: Q913559
- Multimedia: Renault 20 / Q913559